# 歐慧心
歐慧心，JP，香港公務員，現任香港駐東京經濟貿易首席代表。她在1998年於香港大學取得計算機科學及信息系统理學學士後，獲香港政府聘任為政務主任。她在早年曾出任南區民政事務助理專員、康樂及文化事務署高級參事等職務。自2007年10月至2010年10月獲港府借調至亚太经济合作组织秘書處後，她曾在2010年10月至2016年6月擔任工業貿易署助理署長，負責監督中港貿易事務。她在2017年8月起擔任運輸及房屋局首席助理秘書長，職責包括統籌香港國際機場管理、航空协定談判等。她在2022年8月1日獲委任為香港駐東京經濟貿易首席代表，主管香港駐東京經濟貿易辦事處。及後，她在2024年升任首長級乙級政務官，並於同年8月16日獲港府委任為官守太平紳士。

## 外部連結
- 歐慧心的個人官方領英頁面

| 政府职务      | 政府职务                                    | 政府职务 |
| ------------- | ------------------------------------------- | -------- |
| 前任： 何珏珊 | 香港駐東京經濟貿易首席代表 2022年8月1日至今 | 現任     |